# Atargatis (Gottheit)

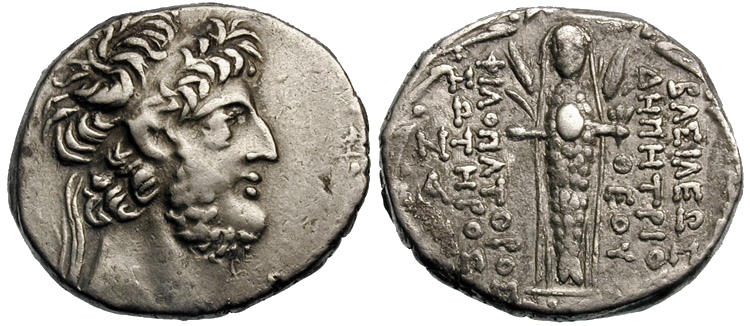
Münze mit dem Kopf von Demetrius III. Eucaerus. Auf der Rückseite Atargatis mit Fischleib und mit Gerstehalmen an beiden Seiten

Atargatis (griechisch), Atar'ata (aramäisch), als griechisch-römische Form Dea Syria; war eine weibliche semitische Gottheit besonders im Norden von Syrien, zu deren Kult unter anderem die rituelle Kastration gehörte.
Strabo (XVI,4,27) um die Zeitenwende und Athenaios zu Anfang des 3. Jahrhunderts setzten die Aphrodite Urania von Askalon mit Atargatis gleich. Auch die Göttin Derketo von Askalon und die edessenische Taratha werden mit Atargatis gleichgesetzt. Ihr wichtigster Tempel befand sich in Hierapolis Bambyke (heute: Manbidsch). Ihr Symbol war der Granatapfel; teilweise stand sie mit einem Fisch in Verbindung.
Nach Lukian von Samosata waren ihre Anhänger tätowiert, einige auf dem Handgelenk, andere am Hals. Diese Angabe wird durch einen Papyrus aus ptolemäischer Zeit bestätigt, der einen entlaufenen Sklaven aus Hierapolis beschreibt, der auf seinem rechten Handgelenk „barbarische Buchstaben“ eintätowiert hatte. Ulrich Wilcken vermutet, dass es sich dabei um die Initialen von Atargatis und dem aramäischen Hoch- und Wettergott Hadad handelte. Aramäer verehrten Atargatis unter dem Namen ’Attar-’atteh.
Die beiden sind auch auf einem Relief von Dura Europos dargestellt, das bei der Ausgrabung ihres Tempels gefunden wurde: Zwei Figuren sitzen nebeneinander, Atargatis ist flankiert von ihren Löwen. Sie ist größer dargestellt als der neben ihr sitzende Hadad, dessen Attribut, der Ochse, klein an den linken Bildrand gedrängt ist. Die Vorherrschaft des Hauptgottes tritt gegenüber der volkstümlichen Verehrung seiner Gefährtin in den Hintergrund. Zwischen den beiden Figuren befindet sich ein als Kultstandarte interpretierter Pfosten mit drei Scheiben und einer Mondsichel darüber.
Eine 132 n. Chr. datierte Inschrift von Palmyra bezeichnet den dortigen Tempel der Atargatis mit ’tr ’th. Eine römische Tessera zeigt die Göttin mit dem Kopf eines Ochsen neben sich und einem Stern. Im Bel-Tempel von Palmyra ist auf einer massiven Kalksteinplatte seitlich Bel abgebildet, wie er in seinem Kampfwagen einem Unhold nachjagt. Eine Gruppe von sechs Gottheiten beobachtet die Szene; eine davon ist Atargatis, die an ihrem Fischleib erkennbar ist.